# كاف لحمر
كاف لحمر، مدينة وبلدية تابعة إقليميا إلى دائرة الرقاصة ولاية البيض الجزائرية.
لفد كانت تسمى بالبرج وذلك للمعلم التاريخي الذي كان يوجد فيها أما بعد زوال ذلك الأثر سميت بالكاف الأحمر لأن شكل أرضيتها تشبه كف اليد وتربتها ذات اللون الأحمر لذلك سميت بالكاف لحمر

## الموقع الجغرافي
تقع بلدية الكاف لحمر' في شمال ولاية البيض على الطريق الواصل بين عاصمة الولاية و سعيدة، و يحدها كل من:
- شمالا:دائرة الرقاصة
- جنوبا:بلدية المحرة
- شرقا:ولاية البيض
- غربا:بلدية بوقطب

## أحياء وقرى البلدية
- النصر-القدس
- الوئام-العتيق

- السعادة-البهجة
- الفتح - الرياض

## النشاط الرياضي
لا توجد أنشطة رياضية ما عدا نشاط كرة القدم لفريق بلدية الكاف الأحمر ينشط في البطولة الجهوية لرابطة ولاية بشار 

## وصلات أخرى

### وصلات داخلية
- دائرة الرقاصة
- ولاية البيض

### وصلات خارجية
- إذاعة البيض الجهوية نسخة محفوظة 27 ديسمبر 2012 على موقع واي باك مشين.: الموقع الرسمي.
- الموقع الرسمي لولاية البيض.
- متوسطة ابن خلدون (البيض).